# Rotterdam Blaak
Rotterdam Blaak – połączona stacja kolejowa oraz stacja metra, a także przystanek autobusowy i tramwajowy w Rotterdamie, w prowincji Holandia Południowa, w Holandii. Stacja kolejowa położona jest poniżej stacji metra, w tunelu średnicowym Willemsspoortunnel. Przystanek autobusowy i tramwajowy znajduje się na powierzchni.
Stacja kolejowa powstała pierwotnie w 1877 roku na estakadzie Luchtspoor i początkowo nazywała się Rotterdam Beurs, od nazwy pobliskiej giełdy. Stacja ucierpiała podczas bombardowania Rotterdamu 14 maja 1940 roku, podobnie jak budynek giełdy, który odbudowano nieco dalej na zachód, w związku z czym w 1945 roku nazwę stacji zmieniono na Rotterdam Blaak (od nazwy biegnącej tędy ulicy). W 1953 roku otwarto nowy budynek stacji projektu Sybolda van Ravesteyna. Budynek ten rozebrano w 1972 roku w związku z budową połączonej ze stacją kolejową podziemnej stacji metra. Przy okazji budowy stacji metra przygotowano także przestrzeń pod przyszłą podziemną stację kolejową. Przeniesienie stacji kolejowej z estakady do podziemia nastąpiło 15 września 1993 roku, kiedy otwarto tunel kolejowy Willemsspoortunnel.